# فهرست کتابخانه‌های شهرستان تهران
در زیر فهرست کتابخانه‌های شهرستان تهران آورده شده است. اکثر کتابخانه‌های شهرستان تهران زیرِ نظرِ نهاد کتابخانه‌های عمومی کشور به‌صورت کتابخانه‌های عمومی در حال فعالیت هستند.

## فهرست
| ش. | نام                                           | ت. تأسیس | زیر نظرِ                                  | مخاطب         | وبگاه      | موقعیت                                                        | منابع         |
| -- | --------------------------------------------- | -------- | ---------------------------------------- | ------------- | ---------- | ------------------------------------------------------------- | ------------- |
| ۱  | کتابخانه، موزه و مرکز اسناد مجلس شورای اسلامی | ۱۳۰۴     | مجلس شورای اسلامی                        | غیر عمومی     |            |                                                               | [ ۱ ] [ ۲ ]   |
| ۲  | کتابخانه ملی ایران                            | ۱۳۱۶     | رئیس‌جمهور                                | عمومی         | وبگاه رسمی | ۳۵°۴۵′۰۷″شمالی ۵۱°۲۶′۰۳″شرقی / ۳۵٫۷۵۱۸۸۳°شمالی ۵۱٫۴۳۴۱۴۶°شرقی | [ ۳ ] [ ۴ ]   |
| ۳  | کتابخانه و موزه ملی ملک                       | ۱۳۱۶     | آستان قدس رضوی                           | عمومی         | وبگاه رسمی | ۳۵°۴۱′۱۳″شمالی ۵۱°۲۴′۵۹″شرقی / ۳۵٫۶۸۶۹۷۱°شمالی ۵۱٫۴۱۶۴۰۲°شرقی | [ ۵ ] [ ۶ ]   |
| ۴  | کتابخانه مرکزی پارک شهر                       | ۱۳۴۰     | نهاد کتابخانه‌های عمومی کشور              | عمومی         | وبگاه رسمی | ۳۵°۴۰′۵۵″شمالی ۵۱°۲۴′۳۹″شرقی / ۳۵٫۶۸۱۹۹۶°شمالی ۵۱٫۴۱۰۸۵۹°شرقی | [ ۷ ]         |
| ۵  | کتابخانه عمومی آیت‌الله طالقانی                | ۱۳۴۴     | نهاد کتابخانه‌های عمومی کشور              | عمومی         | وبگاه رسمی | ۳۵°۴۱′۴۲″شمالی ۵۱°۲۶′۵۸″شرقی / ۳۵٫۶۹۴۸۶۸°شمالی ۵۱٫۴۴۹۴۵۵°شرقی | [ ۸ ] [ ۹ ]   |
| ۶  | کتابخانه عمومی شهید مطهری                     | ۱۳۴۴     | نهاد کتابخانه‌های عمومی کشور              | عمومی         | وبگاه رسمی | ۳۵°۳۸′۰۸″شمالی ۵۱°۲۴′۰۲″شرقی / ۳۵٫۶۳۵۵۳۹°شمالی ۵۱٫۴۰۰۴۲۵°شرقی | [ ۸ ] [ ۱۰ ]  |
| ۷  | کتابخانه عمومی شهید دستغیب                    | ۱۳۴۶     | نهاد کتابخانه‌های عمومی کشور              | عمومی         | وبگاه رسمی | ۳۵°۴۳′۴۸″شمالی ۵۱°۲۶′۰۳″شرقی / ۳۵٫۷۳۰۰۴۸°شمالی ۵۱٫۴۳۴۱۴۶°شرقی | [ ۸ ]         |
| ۸  | کتابخانه عمومی شهید آیت                       | ۱۳۴۸     | نهاد کتابخانه‌های عمومی کشور              | عمومی         | وبگاه رسمی | ۳۵°۴۳′۰۴″شمالی ۵۱°۲۸′۳۹″شرقی / ۳۵٫۷۱۷۸۹۲°شمالی ۵۱٫۴۷۷۴۱۲°شرقی | [ ۸ ] [ ۱۱ ]  |
| ۹  | کتابخانه عمومی هفده شهریور                    | ۱۳۴۸     | نهاد کتابخانه‌های عمومی کشور              | عمومی         | وبگاه رسمی | ۳۵°۴۰′۴۱″شمالی ۵۱°۲۶′۴۴″شرقی / ۳۵٫۶۷۸۱۸۳°شمالی ۵۱٫۴۴۵۵۷۹°شرقی | [ ۸ ]         |
| ۱۰ | کتابخانه مجموعه فرهنگی نیاوران                | ۱۳۵۵     | وزارت میراث فرهنگی، گردشگری و صنایع دستی | عمومی         | وبگاه رسمی | ۳۵°۴۸′۴۲″شمالی ۵۱°۲۸′۲۶″شرقی / ۳۵٫۸۱۱۸۰۱°شمالی ۵۱٫۴۷۳۷۹۵°شرقی | [ ۱۲ ] [ ۱۳ ] |
| ۱۱ | کتابخانه عمومی محقق حلی                       | ۱۳۶۱     | نهاد کتابخانه‌های عمومی کشور              | عمومی         | وبگاه رسمی | ۳۵°۳۹′۵۶″شمالی ۵۱°۲۶′۰۵″شرقی / ۳۵٫۶۶۵۵۵۶°شمالی ۵۱٫۴۳۴۶۶۸°شرقی | [ ۸ ]         |
| ۱۲ | کتابخانه عمومی سید مرتضی                      | ۱۳۶۶     | نهاد کتابخانه‌های عمومی کشور              | عمومی         | وبگاه رسمی | ۳۵°۳۹′۴۹″شمالی ۵۱°۲۴′۴۳″شرقی / ۳۵٫۶۶۳۵۸۸°شمالی ۵۱٫۴۱۱۹۴۴°شرقی | [ ۸ ]         |
| ۱۳ | کتابخانه عمومی امامزاده زید                   | ۱۳۷۱     | نهاد کتابخانه‌های عمومی کشور              | عمومی         | وبگاه رسمی | ۳۵°۳۸′۲۶″شمالی ۵۱°۲۰′۵۶″شرقی / ۳۵٫۶۴۰۶۹۴°شمالی ۵۱٫۳۴۸۸۸۲°شرقی | [ ۸ ]         |
| ۱۴ | کتابخانه عمومی رسالت                          | ۱۳۷۱     | نهاد کتابخانه‌های عمومی کشور              | کودک و نوجوان | وبگاه رسمی | ۳۵°۴۴′۳۲″شمالی ۵۱°۲۷′۰۲″شرقی / ۳۵٫۷۴۲۳۵۱°شمالی ۵۱٫۴۵۰۴۸۲°شرقی | [ ۸ ]         |
| ۱۵ | کتابخانه عمومی علامه دهخدا                    | ۱۳۷۱     | نهاد کتابخانه‌های عمومی کشور              | عمومی         | وبگاه رسمی | ۳۵°۴۵′۵۱″شمالی ۵۱°۲۸′۴۵″شرقی / ۳۵٫۷۶۴۰۵۹°شمالی ۵۱٫۴۷۹۰۶۵°شرقی | [ ۸ ]         |
| ۱۶ | کتابخانه عمومی قادر طهماسبی (فرید)            | ۱۳۷۱     | نهاد کتابخانه‌های عمومی کشور              | عمومی         | وبگاه رسمی | ۳۵°۴۰′۳۷″شمالی ۵۱°۲۹′۴۹″شرقی / ۳۵٫۶۷۷۰۰۹°شمالی ۵۱٫۴۹۶۹۵۳°شرقی | [ ۸ ]         |
| ۱۷ | کتابخانه عمومی علامه طباطبایی                 | ۱۳۷۱     | نهاد کتابخانه‌های عمومی کشور              | عمومی         | وبگاه رسمی | ۳۵°۴۴′۴۴″شمالی ۵۱°۲۸′۲۲″شرقی / ۳۵٫۷۴۵۵۴۷°شمالی ۵۱٫۴۷۲۶۴۱°شرقی | [ ۸ ]         |
| ۱۸ | کتابخانه عمومی ولیعصر                         | ۱۳۷۴     | نهاد کتابخانه‌های عمومی کشور              | عمومی         | وبگاه رسمی | ۳۵°۴۴′۳۲″شمالی ۵۱°۲۹′۱۰″شرقی / ۳۵٫۷۴۲۳۳۲°شمالی ۵۱٫۴۸۶۰۹۴°شرقی | [ ۸ ]         |
| ۱۹ | کتابخانه عمومی شهدای کن                       | ۱۳۷۸     | نهاد کتابخانه‌های عمومی کشور              | عمومی         | وبگاه رسمی | ۳۵°۴۵′۴۲″شمالی ۵۱°۱۶′۴۶″شرقی / ۳۵٫۷۶۱۷۵۹°شمالی ۵۱٫۲۷۹۳۸۰°شرقی | [ ۸ ]         |
| ۲۰ | کتابخانه عمومی مرحوم عراقچی                   | ۱۳۷۹     | نهاد کتابخانه‌های عمومی کشور              | عمومی         | وبگاه رسمی | ۳۵°۴۳′۳۷″شمالی ۵۱°۱۹′۱۳″شرقی / ۳۵٫۷۲۶۹۲۵°شمالی ۵۱٫۳۲۰۱۷۶°شرقی | [ ۸ ]         |
| ۲۱ | کتابخانه عمومی کوهسار                         | ۱۳۸۲     | نهاد کتابخانه‌های عمومی کشور              | عمومی         | وبگاه رسمی | ۳۵°۳۶′۳۵″شمالی ۵۱°۲۹′۵۲″شرقی / ۳۵٫۶۰۹۷۴۸°شمالی ۵۱٫۴۹۷۷۰۰°شرقی | [ ۸ ]         |
| ۲۲ | کتابخانه عمومی اشرفی اصفهانی                  | ۱۳۸۴     | نهاد کتابخانه‌های عمومی کشور              | عمومی         | وبگاه رسمی | ۳۵°۴۴′۰۱″شمالی ۵۱°۲۰′۰۳″شرقی / ۳۵٫۷۳۳۵۶۵°شمالی ۵۱٫۳۳۴۲۱۶°شرقی | [ ۸ ] [ ۱۶ ]  |
| ۲۳ | کتابخانه عمومی بابا طاهر                      | ۱۳۸۴     | نهاد کتابخانه‌های عمومی کشور              | عمومی         | وبگاه رسمی | ۳۵°۴۲′۵۱″شمالی ۵۱°۳۰′۲۲″شرقی / ۳۵٫۷۱۴۲۶۲°شمالی ۵۱٫۵۰۶۱۱۰°شرقی | [ ۸ ] [ ۱۷ ]  |
| ۲۴ | کتابخانه عمومی دانشمند                        | ۱۳۸۴     | نهاد کتابخانه‌های عمومی کشور              | عمومی         | وبگاه رسمی | ۳۵°۳۸′۱۷″شمالی ۵۱°۲۵′۱۱″شرقی / ۳۵٫۶۳۸۰۱۱°شمالی ۵۱٫۴۱۹۶۵۶°شرقی | [ ۸ ]         |
| ۲۵ | کتابخانه عمومی ارغوان                         | ۱۳۸۵     | نهاد کتابخانه‌های عمومی کشور              | عمومی         | وبگاه رسمی | ۳۵°۴۷′۱۳″شمالی ۵۱°۲۷′۳۴″شرقی / ۳۵٫۷۸۷۰۰۸°شمالی ۵۱٫۴۵۹۳۲۳°شرقی | [ ۸ ]         |
| ۲۶ | کتابخانه عمومی بسیج                           | ۱۳۸۵     | نهاد کتابخانه‌های عمومی کشور              | عمومی         | وبگاه رسمی | ۳۵°۴۰′۰۶″شمالی ۵۱°۲۹′۱۵″شرقی / ۳۵٫۶۶۸۲۹۰°شمالی ۵۱٫۴۸۷۳۸۰°شرقی | [ ۸ ]         |
| ۲۷ | کتابخانه عمومی حدیث                           | ۱۳۸۵     | نهاد کتابخانه‌های عمومی کشور              | عمومی         | وبگاه رسمی | ۳۵°۳۹′۳۸″شمالی ۵۱°۲۲′۴۱″شرقی / ۳۵٫۶۶۰۵۸۲°شمالی ۵۱٫۳۷۷۹۹۳°شرقی | [ ۸ ]         |
| ۲۸ | کتابخانه عمومی حضرت فاطمه                     | ۱۳۸۵     | نهاد کتابخانه‌های عمومی کشور              | عمومی         | وبگاه رسمی | ۳۵°۴۴′۵۲″شمالی ۵۱°۱۵′۴۹″شرقی / ۳۵٫۷۴۷۷۸۱°شمالی ۵۱٫۲۶۳۵۹۹°شرقی | [ ۸ ]         |
| ۲۹ | کتابخانه عمومی شهدای نیروی زمینی              | ۱۳۸۵     | نهاد کتابخانه‌های عمومی کشور              | عمومی         | وبگاه رسمی | ۳۵°۴۶′۳۸″شمالی ۵۱°۳۱′۰۲″شرقی / ۳۵٫۷۷۷۱۳۷°شمالی ۵۱٫۵۱۷۳۵۱°شرقی | [ ۸ ]         |
| ۳۰ | کتابخانه عمومی فلسطین                         | ۱۳۸۵     | نهاد کتابخانه‌های عمومی کشور              | عمومی         | وبگاه رسمی | ۳۵°۳۷′۵۱″شمالی ۵۱°۳۰′۰۲″شرقی / ۳۵٫۶۳۰۹۳۲°شمالی ۵۱٫۵۰۰۴۶۴°شرقی | [ ۸ ]         |
| ۳۱ | کتابخانه عمومی معراج                          | ۱۳۸۵     | نهاد کتابخانه‌های عمومی کشور              | عمومی         | وبگاه رسمی | ۳۵°۳۸′۵۵″شمالی ۵۱°۲۱′۵۸″شرقی / ۳۵٫۶۴۸۵۱۱°شمالی ۵۱٫۳۶۶۱۱۷°شرقی | [ ۸ ]         |
| ۳۲ | کتابخانه عمومی نظامی گنجوی                    | ۱۳۸۵     | نهاد کتابخانه‌های عمومی کشور              | عمومی         | وبگاه رسمی | ۳۵°۴۶′۳۸″شمالی ۵۱°۱۹′۱۷″شرقی / ۳۵٫۷۷۷۱۳۳°شمالی ۵۱٫۳۲۱۳۰۷°شرقی | [ ۸ ]         |
| ۳۳ | کتابخانه عمومی گلسار                          | نامشخص   | نهاد کتابخانه‌های عمومی کشور              | عمومی         | وبگاه رسمی | ۳۵°۳۹′۴۶″شمالی ۵۱°۲۹′۰۳″شرقی / ۳۵٫۶۶۲۷۵۶°شمالی ۵۱٫۴۸۴۲۷۱°شرقی | [ ۸ ]         |
| ۳۴ | کتابخانه عمومی شهدای کیگا                     | ۱۳۸۸     | نهاد کتابخانه‌های عمومی کشور              | عمومی         | وبگاه رسمی | ۳۵°۵۱′۴۴″شمالی ۵۱°۱۸′۳۲″شرقی / ۳۵٫۸۶۲۱۵۲°شمالی ۵۱٫۳۰۸۸۶۳°شرقی | [ ۸ ]         |
| ۳۵ | کتابخانه عمومی صاحب الزمان                    | ۱۳۹۹     | نهاد کتابخانه‌های عمومی کشور              | عمومی         | وبگاه رسمی | ۳۵°۴۲′۰۲″شمالی ۵۱°۲۱′۵۸″شرقی / ۳۵٫۷۰۰۶۳۸°شمالی ۵۱٫۳۶۶۰۹۷°شرقی | [ ۸ ]         |
| ۳۶ | کتابخانه دیجیتال آینده                        | ۱۴۰۲     | نهاد کتابخانه‌های عمومی کشور              | عمومی         | وبگاه رسمی | ۳۵°۴۲′۰۰″شمالی ۵۱°۲۴′۲۵″شرقی / ۳۵٫۶۹۹۸۸۸°شمالی ۵۱٫۴۰۶۸۲۸°شرقی | [ ۸ ]         |
| ۳۷ | کتابخانه عمومی آسیا                           | نامشخص   | نهاد کتابخانه‌های عمومی کشور              | عمومی         | وبگاه رسمی | ۳۵°۴۴′۰۳″شمالی ۵۱°۱۷′۳۲″شرقی / ۳۵٫۷۳۴۱۵۴°شمالی ۵۱٫۲۹۲۱۸۶°شرقی | [ ۸ ]         |
| ۳۸ | کتابخانه عمومی خلیج فارس                      | نامشخص   | نهاد کتابخانه‌های عمومی کشور              | عمومی         | وبگاه رسمی | ۳۵°۳۶′۵۶″شمالی ۵۱°۲۳′۴۵″شرقی / ۳۵٫۶۱۵۶۲۱°شمالی ۵۱٫۳۹۵۸۲۰°شرقی | [ ۸ ]         |
| ۳۹ | کتابخانه عمومی شهدا                           | نامشخص   | نهاد کتابخانه‌های عمومی کشور              | عمومی         | وبگاه رسمی | ۳۵°۳۷′۳۱″شمالی ۵۱°۲۱′۵۰″شرقی / ۳۵٫۶۲۵۲۴۶°شمالی ۵۱٫۳۶۴۰۰۹°شرقی | [ ۸ ]         |
| ۴۰ | کتابخانه عمومی شهید چمران                     | نامشخص   | نهاد کتابخانه‌های عمومی کشور              | عمومی         | وبگاه رسمی | ۳۵°۴۳′۴۶″شمالی ۵۱°۲۲′۱۷″شرقی / ۳۵٫۷۲۹۳۰۹°شمالی ۵۱٫۳۷۱۲۶۲°شرقی | [ ۸ ]         |
| ۴۱ | کتابخانه عمومی شهرک توحید                     | نامشخص   | نهاد کتابخانه‌های عمومی کشور              | عمومی         | وبگاه رسمی | ۳۵°۴۰′۱۱″شمالی ۵۱°۲۰′۳۷″شرقی / ۳۵٫۶۶۹۸۲۱°شمالی ۵۱٫۳۴۳۴۸۰°شرقی | [ ۸ ]         |
| ۴۲ | کتابخانه عمومی شقایق                          | نامشخص   | نهاد کتابخانه‌های عمومی کشور              | کودک          | وبگاه رسمی | ۳۵°۴۳′۰۹″شمالی ۵۱°۳۰′۰۴″شرقی / ۳۵٫۷۱۹۱۸۰°شمالی ۵۱٫۵۰۱۱۶۵°شرقی | [ ۸ ]         |
| ۴۳ | کتابخانه عمومی پیامبر                         | نامشخص   | نهاد کتابخانه‌های عمومی کشور              | عمومی         | وبگاه رسمی | ۳۵°۳۸′۵۸″شمالی ۵۱°۲۶′۵۷″شرقی / ۳۵٫۶۴۹۵۷۶°شمالی ۵۱٫۴۴۹۲۴۰°شرقی | [ ۸ ]         |